# モンゴモ
モンゴモ(Mongomo)は赤道ギニア・リオ・ムニ地方、ウェレンザス県の都市。人口5,791人（2001年）

## 概要
モンゴモはウェレンザス県の県都であり、赤道ギニアの初代大統領フランシスコ・マシアス・ンゲマ(Francisco Macías Nguema)及び現大統領テオドロ・オビアン・ンゲマ・ンバソゴの出身地でもある。そのためこれらの大統領の係累は「モンゴモの一族(clan de Mongomo)」と呼ばれ、この氏族が権力を握っている。

## 施設
- モンゴモ県立病院[3]
- モンゴモホテル-コスエテ地区(Kos Ete)に所在。[4]

## スポーツ

### サッカー
- デポルティボ・モンゴモ(Deportivo Mongomo)が赤道ギニアプレミアリーグ(Equatoguinean Premier League)で活動中である。